# Coscinida shimenensis
Coscinida shimenensis is een spinnensoort in de taxonomische indeling van de kogelspinnen (Theridiidae).
Het dier behoort tot het geslacht Coscinida. De wetenschappelijke naam van de soort werd voor het eerst geldig gepubliceerd in 2006 door Chang-Min Yin, Peng & Y. H. Bao.